# Abdul Saboor
Abdul Saboor est un photojournaliste afghan, né le 10 mars 1992 à Nagrahar en Afghanistan. Réfugié en France depuis 2017, il s'est fait connaître par son travail de documentation des conditions de vie des exilés en France.

## Biographie
Abdul Saboor est originaire de Jalalabad, en Afghanistan. Ayant travaillé comme traducteur pour l'OTAN en Afghanistan, il est ciblé par les Talibans, qui tentent de le tuer, il demande l'asile aux États-Unis. Sans réponse, et devant l'urgence de sa situation, il décide de fuir son pays en 2015,.
Durant son trajet d'exil, qui dure près de 3 ans via le Pakistan, il est arrêté, emprisonné et reconduit à la frontière à plusieurs reprises. Adbul Saboor  prend des photographies et témoigne des conditions de vie des exilés sur leurs trajets. En Serbie, où il reste bloqué plusieurs mois en raison de fermeture des frontières de la Hongrie et de la Croatie, en 2016, il œuvre comme bénévole pour nourrir les migrants. Une autre volontaire, qui réalise un documentaire, lui offre un appareil de ses appareils photos,,.
Arrivé en France en 2017, il y dépose une demande d'asile. Il obtient tout d'abord une protection subsidiaire, une protection temporaire accordée aux personnes risquant la torture ou de graves dangers dans leurs pays, et obtient, après 4 ans et l'aide d'un avocat, le statut de réfugié politique. Adbul Saboor décide de continuer à documenter le quotidien des migrants, dont il a un temps partagé le vécu, notamment dans la jungle de Calais, et à Grande-Synthe, et dans les campements établis après le démantèlement des bidonvilles,. Ses photographies sont publiées et exposées à travers l'Europe,,,.